# Сейфеддин Гази I
Абу-ль-Музаффар Атабек аль-Малик аль-Мансур Сейфеддин Гази I бен Занги (1106/07 — 1149) — старший сын сельджукского атабека Мосула и Алеппо Имадеддина Занги, атабек Мосула в 1146—1149 годах.

## Биография

Владения Занги в 1146 г.(обозначены зелёным цветом)

### Происхождение
Сейфеддин Гази родился в 1106/07 году и был старшим сыном сельджукского атабека Мосула и Алеппо Имадеддина Занги. У Гази было три брата — Махмуд, Амир Миран и Мавдуд. Гази правил Шахризором (регион между Эрбилем и Хамаданом), который был пожалован ему сельджукским султаном Месудом. Там Гази и находился, когда в 1146 году его отец погиб при осаде крепости Джабер на Евфрате. К моменту смерти отца Махмуду было 29 лет, а Мавдуду — 16.

### Наследование отцу
Занги не был владельцем территорий, которыми правил, поскольку они ему достались лишь как атабеку сельджукских меликов (сыновей султана). Тем не менее, можно было надеяться, что халиф и сельджукский султан признают правителем кого-то из сыновей погибшего атабека. Махмуд принимал участие в большинстве кампаний отца, он пользовался в армии Занги авторитетом.
Вопрос наследования уладили два советника Занги: Джамаледдин аль-Исфахани и Салахаддин аль-Яги-басани. Первый из них был визирем Занги, а до того — чиновником сельджукского султана. Второй был военачальником Имадеддина, его хаджибом (камергером) и эмиром Хамы. Между собой они не ладили, но объединились после того, как воспитанник Занги, сельджукид Алп Арслан б. Махмуд, узнав о смерти атабека, решил стать правителем Мосула. Ранее, в 1145 году, другой воспитанник Занги, мелик Феррух-шах, поднимал восстание, жестоко подавленное атабеком. После этого, чтобы предотвратить возможные проблемы, Занги стал требовать, чтобы Алп Арслан сопровождал его во всех кампаниях. После смерти Занги, войска, лишенные командира, приветствовали сельджукского мелика, находившегося в армии. Это обеспокоило визиря Джамаледдина, он предложил хаджибу Салахаддину объединиться и они вдвоем отправились к Алп-Арслану. Они обманули его, заверив в преданности и пригласили прибыть в Ракку, владение Джамаледдина. В городе сельджукида встретили с почестями и пирами, что задержало его на несколько дней и дало визирю время осуществить свои планы. Джамаледдин и Салахаддин отправили к управлявшему Мосулом Зайнеддину Али Кучуку б. Бегтегин, другу и соратнику Занги, посланника с сообщением о смерти Занги и просьбой срочно доставить Гази из Шахризора в Мосул. Получив сообщение Али Кучука, Гази немедленно прибыл в Мосул.
Джамаледдин посоветовал Алп Арслану послать Салахаддина в Сирию к Нуреддину с приказом взять на себя борьбу с франками (крестоносцами). Советники Занги убедили мелика. что ему нужен при Махмуде свой представитель. Так Салахаддин оставил Алп Арслана наслаждаться видимостью власти и пирами в Ракке и отправился в Сирию. Брат Гази, Махмуд, принял в управление Алеппо без проблем, поскольку на время своего отсутствия Занги оставлял город в руках преданного ему наиба Савара. Кроме того, его поддерживали вовремя прибывший Салахаддин и Асадеддин Ширкух.
Джамаледдин смог уговорить по отдельности всех эмиров служить Гази. Вскоре Алп Арслан с армией двинулся из Ракки к Мосулу. По дороге эмиры со своими войсками по одному отделялись, якобы идя на разведку, но не возвращались. Мелик ничего не заподозрил до самого Мосула, где Али Кучук уже установил власть Гази. Когда Алп-Арслан подошел к городу, с ним был уже лишь небольшой отряд. Один из военачальников Занги, Изеддин Абу Бакр пленил Алп Арслана и отвез его в цитадель Мосула, где тот был заключен. Не теряя времени, Джамаледдин и Али Кучук отправили к султану посланника с просьбой признать Гази атабеком Мосула. Султан Месуд знал Гази много лет, он доверял ему и не имел возражений. Сейфеддин Гази сохранил должности соратникам своего отца: визирю Джамаледдину аль-Исфахани, командующему Али Кучуку, эмиру Иззеддину Абу Бакру.
Так владения Занги распались на две части — Джазира с центром в Мосуле и Сирия с центром в Алеппо.

### Правление
Братья разделили территории, однако точных границ между владениями братьев не было. После смерти Занги армяне Эдессы восстали и пригласили в город бывшего правителя, графа Жослена II. Сейфеддин Гази направил в Эдессу Али Кучука с армией, но Нуреддин Махмуд успел до их подхода взять под свой контроль город. Это вызвало временный конфликт между братьями. После смерти Занги Артукиды попытались вновь занять города, ранее отвоеванные у них атабеком. Правитель Мардина Тимурташ вернул себе территории, отнятые у него Занги: Рас-эль-Айн, Телль-Маузан, аль-Муваззар в Шабахтане и Дару. В 1147 году Гази напал на Артукидов, разорил Шабахтан, отвоевал Дару и осадил Мардин. Правителю Мардина Тимурташу пришлось просить мира, и предложить Гази в жены свою дочь.
В апреле 1148 года в Палестину добрались армии Второго крестового похода, организованного христианами после падения Эдессы в 1144 году. Когда они осадили Дамаск, визирь атабека Дамаска Муинуддин Унер обратился к Гази с просьбой о помощи. Сейфеддин Гази и Нуреддин Махмуд со своими армиями прибыли в Хомс. Гази настаивал, чтобы Дамаском управлял его наиб. Правителя Дамаска это обеспокоило. Он связался с лидерами крестоносцев и убедил их снять осаду, убедив, что для них представляет большую опасность присутствие в Дамаске Гази. Тогда Гази отправил Махмуда с Унером к крепости Урайма, находившейся в руках крестоносцев. Захватив замок, Махмуд и Унер вернулись в Хомс к Гази. В ноябре-декабре 1148 года Махмуд разбил крестоносцев у Алеппо, часть пленников он отправил к Гази. Вероятно, это была благодарность за то, что в этой экспедиции Гази оказал брату помощь.
Сайф ад-Дин Гази болел, у него была лихорадки и колики. Он поспешил вернуться в Мосул. Прибывший из Багдада прославленный врач констатировал серьёзность болезни и предупредил визиря Джамаледдина и военачальника Али Кучука о скором исходе. У Сейфеддина Гази были  дочь и маленький сын. Кроме того, он вырастил племянника (сына Нуреддина Махмуда), которого женил на своей дочери. Этот зять мог бы стать наследником тестя, но он скончался до него. Джамаледдин и Али Кучук посоветовали Гази назначить наследником его младшего брата Мавдуда. Дочь Тимурташа, о браке которой с Гази была договоренность, прибыла в Мосул в 1149 году, когда Гази тяжело болел и бракосочетание не могло состояться (в дальнейшем она стала женой брата и наследника Гази, Мавдуда). Гази умер в Мосуле начале ноября 1149 года и там же был похоронен.
По словам Ибн аль-Асира, Сейфеддин Гази был храбрым, щедрым и высокоморальным правителем. Он занимался благотворительностью, покровительствовал ученым и поэтам. В Мосуле он построил построил рибат для суфиев. Поэт Хайса Бейса написал Гази оду.

## Семья
- Сын. Воспитывался Нуреддином Махмудом после смерти отца. Рано умер[5].
- Дочь. Замужем за сыном Нуреддина Махмуда[1].